# 厨川白村

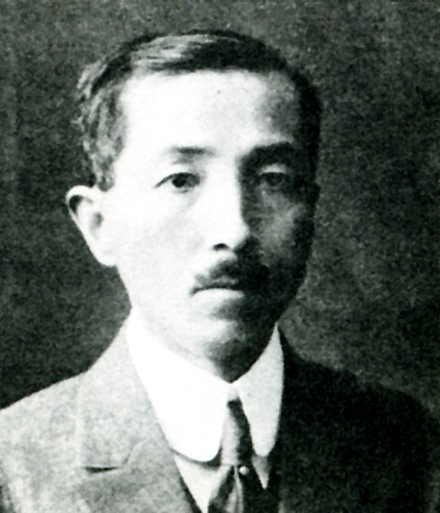
厨川白村(1920年頃)

厨川 白村（くりやがわ はくそん、1880年11月19日 - 1923年9月2日）は、日本の英文学者・文芸評論家。本名・辰夫。
『近代の恋愛観』がベストセラーとなり、大正時代の恋愛論ブームを起こした。夏目漱石『虞美人草』の小野のモデルとも言われる。

## 生涯
1880年（明治13年）、京都市生まれ。父親の厨川磊三（らいぞう）は元津山藩士で蘭学を修め、維新後は京都府勧業課、大阪造幣局などに勤めた人物。
北野中学から京都府立第一中学校に転校後、第三高等学校を経て1901年（明治34年）、東京帝国大学英文科入学。小泉八雲の講義を受けて、後にその「情緒本位の文学教授法」を絶賛している。2年生のとき八雲が解任されることになったため、英文科の学生の間で八雲の留任を求める運動が起こり、要求が容れられなければ全員退学で対抗しようという決議まで出されたが、白村はそれに反対したため孤立してしまう。
その後夏目漱石が赴任し、八雲の後任として講義を始めたとき、学生の多くは真面目に聴こうとしなかったが、白村は熱心に聴講し、3年生のときは漱石の自宅をよく訪ねるようになった。大学院に進むことになり、漱石の指導で「詩文に現れたる恋愛の研究」という研究を始めたが、家の事情で断念した。ただ漱石の指導について、「批評や議論は如何にして為すべき者か、また文章の書きかた物の考へ方は如何にすべき者か、それらに就ては、単に先生の著書ばかりでなく、その巧妙なる坐談によりて暗示せられ啓示せられた事の如何に多かったかを追憶する時、今もなほ感謝のおもひを禁じ得ない」と述べている。
1904年（明治37年）大学卒業後、第五高等学校教授、1907年（明治40年）、第三高等学校教授となり、1913年（大正2年）、京都帝国大学講師となる。
1915年（大正4年）、左足を負傷して黴菌に感染したため左足を切断。
1916年（大正5年）アメリカに留学し帰国後の1917年（大正6年）、病没した上田敏の後を受けて京都帝国大学英文科助教授となり、1919年、教授となる。上田同様、日本における最初のかつ中心的なイェイツ紹介者であり、アイルランド文学の研究者を輩出するなど、海外文学の紹介に努めた。
1923年の関東大震災に際し、鎌倉の別荘にあって逃げ遅れ、妻の蝶子とともに津波に呑まれ、救助されたが泥水が気管に入っていたため罹災の翌日死去した（厨川蝶子「悲しき追懐」）。別荘は地震の前月に竣工したばかりで家族で避暑に訪れ、子供たちを帰したあとも夫婦で滞在していた。

## 人物・業績
『象牙の塔を出でて』のほか、朝日新聞に連載した『近代の恋愛観』は、いわゆる恋愛至上主義を鼓吹し、ベストセラーとなって、当時の知識層の青年に大きな影響を与えた。のち中国語訳され、第一次大戦後の中国青年にも大きな影響を与えている。『近代の恋愛観』などは、1960年頃までは読まれていたが、現在ではほとんど読まれていない。
なお白村自身は、親に縁談を勧められて断ったが惜しくなり、その女性宛の原稿をいくつも発表して結婚にこぎつけたとされている（『朝日新聞記事にみる恋愛と結婚』）が、真偽のほどは定かではない。
関東大震災の被災時に滞在していた鎌倉の別荘は『近代の恋愛観』の印税収入によって建設されたもので、「近代恋愛館」との通称があった。

## 栄典
- 1919年（大正8年）8月11日 - 従五位[7]

## 著述

### 著書
- 『近代文学十講』大日本図書 1912
- 『文芸思潮論』大日本図書 1914
- 『印象記』積善館 1918
- 『小泉先生そのほか』積善館 1919
- 『象牙の塔を出て』福永書店 1920
- 『英詩選釈』第1-2巻　アルス 1922-24
- 『近代の恋愛観』改造社 1922
- 『十字街頭を往く』福永書店 1923
- 『苦悶の象徴』改造社 1924
- 『厨川白村全集』全6巻 改造社 1929

### 翻訳
- チヤアルズ・ヒッチコック・シエリル『新モンロオ主義』警醒社書店 1917

## 家族
妻・蝶子は福地源一郎の次女。長男厨川文夫も英文学者で、慶應義塾大学教授となった。父・白村の思い出に「父の書斎―厨川白村のこと―」がある。『父の書斎』（昭和18年（1943年）4月、三省堂発行）、284-289頁に所収。後年『回想の厨川文夫』（昭和54年（1979年）1月、三田文学ライブラリー発行）、『父の書斎』筑摩書房（筑摩叢書、平成元年（1989年）6月）に再録。

## 旧宅
京都市に「厨川白村旧宅」(京都市左京区岡崎南御所町40ー15)があり、2005年より店舗として使用されている。また、熊本市には夏目漱石の後任として赴任した第五高等学校 (旧制)教師時代に住んだ家「厨川白村旧居」がある。鎌倉市材木座には津波に遭った際に滞在していた別荘「白日村舎」があった。